# سوکولیانه
سوکولیانه (به بلغاری: Sokolyane) یک منطقهٔ مسکونی در بلغارستان است که در شهرستان کاردژالی واقع شده‌است.